# 吉田浩 (野球)
吉田 浩（よしだ ひろし、1971年11月5日 - ）は、富山県西礪波郡福岡町（現：高岡市）出身の元プロ野球選手・社会人野球選手（外野手・左投左打）・社会人野球コーチ。
プロ現役当時の阪神タイガースでは吉田義男（監督）・吉田豊彦・吉田剛など同姓の選手が多かったため、顎の特徴から「アゴ吉（あごよし）」の愛称で親しまれた。

## 経歴
高岡第一高時代に投手から外野手に転向。1989年のプロ野球ドラフト会議にて阪神タイガースより6位で指名を受けて入団。契約金3000万円・年俸360万円（金額は推定）と決まった。
プロ入り後はしばらく二軍暮らしが続いたが、1995年に一軍初出場を果たすと、主に代打・代走・守備固めに多用される。走攻守にバランスが良かったが、いわゆる「器用貧乏」タイプで、レギュラー獲得までは至らなかった。
2002年シーズンオフに阪神から自由契約を言い渡され、12球団合同トライアウトを受けるものの、他球団からのオファーはなかった。しかし、トライアウトを視察していた社会人野球関係者の目に留まり、2003年シーズンに社会人野球の住友金属鹿島に入部。いきなり4番・中堅手に座り快打を連発。同年、チームは2年ぶりに都市対抗野球本大会への出場を決める。本大会1回戦の対四国銀行戦の第1打席、2点本塁打を放って鮮烈な社会人全国デビューを飾る。
その後も北関東3強（住友金属鹿島、日立製作所、富士重工業）がしのぎを削る中で、吉田はチームに欠かせない存在となっていく。2003年に行われた第35回IBAFワールドカップで、吉田は元プロ野球選手として初めてアマチュアで構成される日本代表に選出され、チームの銅メダル獲得に貢献した。
その後、2005年はコーチ兼任外野手としてプレーし、翌2006年はコーチ専任となったが、このシーズン限りで退部した。その後住友金属工業（現：日本製鉄）で社業に就くかたわら、2013年にはNPB12球団ジュニアトーナメントで阪神タイガースジュニアのコーチを務めている。
2016年の学生野球資格回復研修を受講したうえで、翌2017年2月7日に日本学生野球協会より学生野球資格回復の適性認定を受けたことにより、学生野球選手への指導が可能となった。

## 人物
ドラフト同期で同学年・同じ外野手の新庄剛志と仲がよく、新庄は吉田について「試合に出るだけで感激して、いつも目が輝いていた」と語っている。吉田は住友金属鹿島時代に、新庄より長く現役を続けることを目標に掲げていた（新庄は吉田より1年長い2006年まで続けた）。

## 詳細情報

### 年度別打撃成績
| 年 度     | 球 団     | 試 合 | 打 席 | 打 数 | 得 点 | 安 打 | 二 塁 打 | 三 塁 打 | 本 塁 打 | 塁 打 | 打 点 | 盗 塁 | 盗 塁 死 | 犠 打 | 犠 飛 | 四 球 | 敬 遠 | 死 球 | 三 振 | 併 殺 打 | 打 率 | 出 塁 率 | 長 打 率 | O P S |
| --------- | --------- | ----- | ----- | ----- | ----- | ----- | -------- | -------- | -------- | ----- | ----- | ----- | -------- | ----- | ----- | ----- | ----- | ----- | ----- | -------- | ----- | -------- | -------- | ----- |
| 1995      | 阪神      | 15    | 16    | 15    | 4     | 3     | 1        | 0        | 1        | 7     | 1     | 0     | 0        | 0     | 0     | 1     | 0     | 0     | 2     | 0        | .200  | .250     | .438     | .688  |
| 1996      | 阪神      | 34    | 31    | 27    | 3     | 7     | 0        | 0        | 0        | 7     | 2     | 0     | 1        | 0     | 0     | 3     | 0     | 1     | 8     | 0        | .259  | .355     | .259     | .614  |
| 1997      | 阪神      | 82    | 106   | 98    | 9     | 26    | 5        | 1        | 0        | 33    | 3     | 0     | 1        | 2     | 0     | 6     | 0     | 0     | 26    | 1        | .265  | .308     | .337     | .644  |
| 1998      | 阪神      | 34    | 35    | 28    | 4     | 3     | 0        | 0        | 1        | 6     | 1     | 1     | 0        | 1     | 0     | 5     | 0     | 1     | 10    | 1        | .107  | .265     | .214     | .479  |
| 1999      | 阪神      | 35    | 56    | 54    | 2     | 13    | 2        | 0        | 0        | 15    | 3     | 0     | 1        | 0     | 0     | 2     | 0     | 0     | 11    | 0        | .241  | .268     | .278     | .546  |
| 2001      | 阪神      | 13    | 35    | 29    | 4     | 10    | 0        | 0        | 1        | 13    | 3     | 0     | 0        | 0     | 0     | 3     | 0     | 3     | 12    | 1        | .345  | .457     | .448     | .905  |
| 2002      | 阪神      | 8     | 7     | 7     | 2     | 0     | 0        | 0        | 0        | 0     | 0     | 1     | 0        | 0     | 0     | 0     | 0     | 0     | 2     | 0        | .000  | .000     | .000     | .000  |
| 通算：7年 | 通算：7年 | 221   | 286   | 258   | 28    | 62    | 8        | 1        | 3        | 81    | 13    | 2     | 3        | 3     | 0     | 20    | 0     | 5     | 71    | 3        | .240  | .307     | .314     | .621  |

### 記録
- 初出場：1995年4月28日、対ヤクルトスワローズ4回戦（阪神甲子園球場）、8回裏に石嶺和彦の代走として出場
- 初先発出場：1995年4月30日、対ヤクルトスワローズ6回戦（阪神甲子園球場）、8番・右翼手として先発出場
- 初安打・初本塁打・初打点：1995年10月8日、対横浜ベイスターズ26回戦（横浜スタジアム）、3回表に三浦大輔から右越ソロ[3]

### 背番号
- 64 （1990年 - 1995年）
- 42 （1996年 - 1997年、2003年 - 2006年）
- 0 （1998年 - 2002年）

### 社会人2大大会の成績
| 年度 | 所属         | 大会名       | 試合 | 打数 | 安打 | 本塁打 | 打点 | 三振 | 四死球 | 打率 | 備考             |
| ---- | ------------ | ------------ | ---- | ---- | ---- | ------ | ---- | ---- | ------ | ---- | ---------------- |
| 2003 | 住友金属鹿島 | 都市対抗野球 | 2    | 6    | 5    | 1      | 4    | 0    | 1      | .833 |                  |
| 2004 | 住友金属鹿島 | 都市対抗野球 | 1    | 4    | 1    | 0      | 1    | 1    | 0      | .250 | 日立製作所の補強 |
| 2004 | 住友金属鹿島 | 日本選手権   | 1    | 3    | 1    | 0      | 1    | 0    | 1      | .333 |                  |
| 2005 | 住友金属鹿島 | 都市対抗野球 | 2    | 4    | 0    | 0      | 0    | 1    | 0      | .000 |                  |
| 通算 | 通算         | 通算         | 6    | 17   | 7    | 1      | 6    | 2    | 2      | .412 |                  |

### 日本代表キャップ
- 第35回IBAFワールドカップ日本代表（2003年）[1]